# Fortuneo-Oscaro/Saison 2017
Diese Liste beschreibt die Mannschaft und die Erfolge des Radsportteams Fortuneo-Oscaro in der Saison 2017.

## Erfolge in der UCI Europe Tour
Bei den Rennen der UCI Europe Tour im Jahr 2017 gelangen dem Team nachstehende Erfolge.
| Datum         | Rennen                              | Kat. | Sieger                                |
| ------------- | ----------------------------------- | ---- | ------------------------------------- |
| 29. Januar    | Trofeo de Palma                     | 1.1  | Daniel McLay                          |
| 18. März      | Classic Loire-Atlantique            | 1.1  | Laurent Pichon                        |
| 20. März      | 1. Etappe Tour de Normandie         | 2.2  | Anthony Delaplace                     |
| 23. März      | 1a. Etappe Settimana Internazionale | 2.1  | Laurent Pichon                        |
| 20.–26. März  | Gesamtwertung Tour de Normandie     | 2.2  | Anthony Delaplace                     |
| 31. März      | Route Adélie                        | 1.1  | Laurent Pichon                        |
| 30. April     | 6. Etappe Tour de Bretagne          | 2.2  | Elie Gesbert                          |
| 18. Juni      | 5. Etappe Tour de Savoie Mont-Blanc | 2.2  | Pierre-Luc Périchon                   |
| 15. August    | 1. Etappe Tour du Limousin          | 2.1  | Elie Gesbert                          |
| 10. September | Tour du Doubs                       | 1.1  | Romain Hardy                          |
| 24. September | Duo Normand                         | 1.1  | Anthony Delaplace Pierre-Luc Périchon |
| 1. Oktober    | Tour de l’Eurométropole             | 1.HC | Daniel McLay                          |

## Zugänge – Abgänge
| Zugänge           | Team 2016                  | Abgänge              | Team 2017                   |
| ----------------- | -------------------------- | -------------------- | --------------------------- |
| Maxime Bouet      | Etixx-Quick Step           | Jean-Marc Bideau     | Laufbahn beendet            |
| Erwann Corbel     | Vélo Club Pays de Loudéac  | Vegard Breen         | Team Joker Ipocal           |
| Maxime Daniel     | AG2R La Mondiale           | Frédéric Brun        | Bourg-en-Bresse Ain         |
| Romain Hardy      | Cofidis, Solutions Crédits | Maxime Cam           | Côtes d'Armor-Marie Morin   |
| Arnold Jeannesson | Cofidis, Solutions Crédits | Pierrick Fédrigo     | Laufbahn beendet            |
| Laurent Pichon    | FDJ                        | Jonathan Hivert      | Direct Énergie              |
|                   |                            | Jauheni Hutarowitsch | Laufbahn beendet            |
|                   |                            | Julien Loubet        | Armée de terre              |
|                   |                            | Chris Anker Sørensen | Riwal Platform Cycling Team |
|                   |                            | Steven Tronet        | Armée de terre              |

## Mannschaft
| Teamkader 2017                                   | Teamkader 2017     | Teamkader 2017         | Teamkader 2017                    |
| Name                                             | Geburtsdatum       | Land                   | Vorheriges Team                   |
| ------------------------------------------------ | ------------------ | ---------------------- | --------------------------------- |
| Franck Bonnamour                                 | 20. Juni 1995      | Frankreich             | BIC 2000 (2015)                   |
| Maxime Bouet                                     | 3. November 1986   | Frankreich             | Etixx-Quick Step (2016)           |
| Erwann Corbel                                    | 20. April 1991     | Frankreich             | VC Pays de Loudéac (2016)         |
| Maxime Daniel                                    | 5. Juni 1991       | Frankreich             | AG2R La Mondiale (2016)           |
| Anthony Delaplace                                | 11. September 1989 | Frankreich             | Sojasun (2013)                    |
| Brice Feillu                                     | 26. Juli 1985      | Frankreich             | Sojasun (2013)                    |
| Armindo Fonseca                                  | 1. Mai 1989        | Frankreich             | Côtes d'Armor (2010)              |
| Arnaud Gérard                                    | 6. Oktober 1984    | Frankreich             | FDJ-BigMat (2012)                 |
| Élie Gesbert                                     | 1. Juli 1995       | Frankreich             | VC Pays de Loudéac (2016)         |
| Romain Hardy                                     | 24. August 1988    | Frankreich             | Cofidis, Solutions Crédits (2016) |
| Benoît Jarrier                                   | 1. Februar 1989    | Frankreich             | Véranda Rideau-Super U (2012)     |
| Arnold Jeannesson                                | 16. Januar 1986    | Frankreich             | Cofidis, Solutions Crédits (2016) |
| Kévin Ledanois                                   | 13. Juli 1993      | Frankreich             | CC Nogent-sur-Oise (2014)         |
| Daniel McLay                                     | 3. Januar 1992     | Vereinigtes Königreich | Lotto-Belisol U23 (2014)          |
| Francis Mourey                                   | 8. Dezember 1980   | Frankreich             | FDJ (2015)                        |
| Pierre-Luc Périchon                              | 4. Januar 1987     | Frankreich             | La Pomme Marseille (2012)         |
| Laurent Pichon                                   | 19. Juli 1986      | Frankreich             | FDJ (2016)                        |
| Eduardo Sepúlveda                                | 13. Juni 1991      | Argentinien            | World Cycling Centre (2012)       |
| Florian Vachon                                   | 2. Januar 1985     | Frankreich             | Roubaix Lille Métropole (2009)    |
| Boris Vallée                                     | 3. Juni 1993       | Belgien                | Lotto-Soudal (2015)               |
| Thibault Guernalec (1. Aug.–31. Dez., Stagiaire) | 31. Juli 1997      | Frankreich             | Pays de Dinan (2017)              |
| Kenny Molly (1. Aug.–31. Dez., Stagiaire)        | 24. Dezember 1996  | Belgien                | Klein Constantia (2016)           |
| Alan Riou (1. Aug.–31. Dez., Stagiaire)          | 2. April 1997      | Frankreich             | Pays de Dinan (2017)              |
|                                                  |                    |                        |                                   |
| Quellen: ProCyclingStats Cycling Quotient        |                    |                        |                                   |